# Reisberg (Scheßlitz)
Der Reisberg, auch Schlappenreuther Berg genannt, ist ein 553,9 m ü. NHN hoher Berg bzw. Bergsporn am Westrand der Fränkischen Alb bei Schlappenreuth im oberfränkischen Landkreis Bamberg in Bayern in Deutschland.

## Geographische Lage
Der Reisberg erhebt sich im Naturpark Fränkische Schweiz-Veldensteiner Forst innerhalb der Fränkischen Schweiz rund 600 m nordöstlich von Schlappenreuth, einem ostnordöstlichen Stadtteil von Scheßlitz.
Das Plateau des waldreichen Reisbergs fällt an drei Seiten steil ab und ist nur an der Ostseite mit der Hochfläche der Fränkischen Alb verbunden.
Durch das westlich des Reisbergs gelegene Tal fließt in Nord-Süd-Richtung der Leitenbach-Zufluss Scheßlitzer Ellernbach unter anderem durch die Scheßlitzer Stadtteile Ehrl und Burgellern. An der Südflanke des Bergs verläuft zwischen den Anschlussstellen Scheßlitz im Westen und Roßdorf am Berg im Osten die Bundesautobahn 70.

## Geschichte

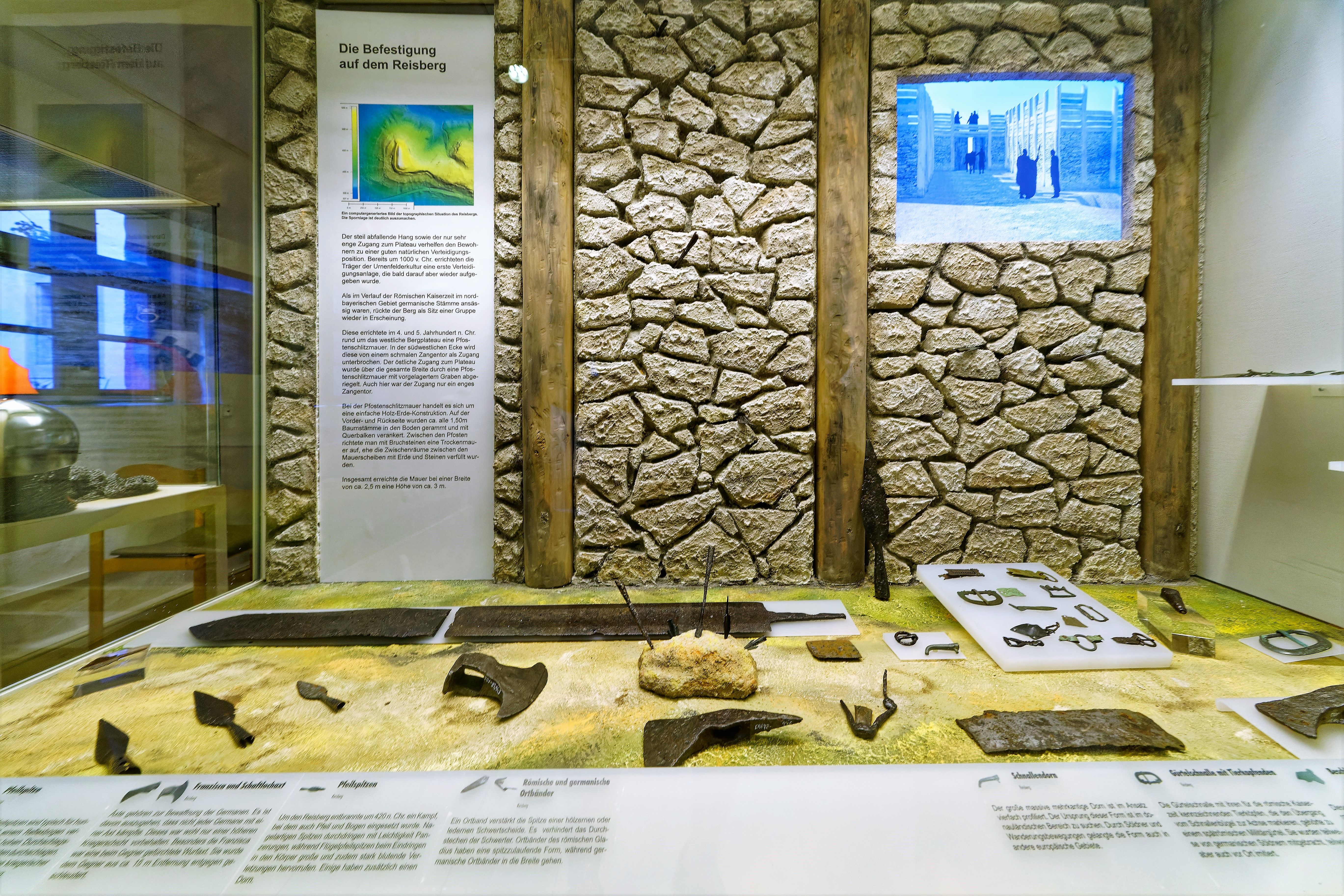
Präsentation Pfostenschlitzmauer und Werkzeuge vom Reisberg im Fränkische Schweiz-Museum.

Auf dem Reisberg sind noch Wall- und Grabenreste einer vorgeschichtlichen Abschnittsbefestigung der Wallburg Schweißäcker vorhanden.
Während der Völkerwanderungszeit befand sich auf dem Reisberg eine Höhensiedlung, die von einer Pfostenschlitzmauer geschützt war. Diese Mauer dürfte in der Zeit um 400 n. Chr. errichtet worden sein, wurde aber offenbar aufgrund von kriegerischen Ereignissen bereits vor der Mitte des 5. Jahrhunderts wieder zerstört. Ein Wiederaufbau der Befestigung kann nicht nachgewiesen werden, doch war das Plateau bis zum Ende des 5. Jahrhunderts bewohnt. Aus der Childerichzeit liegen silbervergoldete Funde vor, die auf enge Verbindungen zu damaligen böhmischen Kulturkreisen hinweisen. Eine Nutzung während des 6. Jahrhunderts ist nicht nachweisbar. Allerdings wurde der Berg in der jüngeren Merowingerzeit sowie in karolingisch-ottonischer Zeit erneut aufgesucht.

## Schutzgebiete
An der Süd- und Südostflanke des Reisbergs befinden sich zwei kleine Bereiche des vielteiligen Fauna-Flora-Habitat-Gebiets Albtrauf von Dörnwasserlos bis Zeegendorf (FFH-Nr. 6032-371). Der gesamte Berg gehört zudem zum Westteil des 2001 gegründeten und 1021,64 km² großen Landschaftsschutzgebiets Fränkische Schweiz-Veldensteiner Forst (LSG-Nr. 322697).